# 546 до н. е.

## Події
- завоювання Малої Азії персами.

## Померли
- Анаксімандр (бл. 610—546 до н. е.) — давньогрецький математик і філософ